# ببس الرومي
ببس الرومي (عاش بين سنتي 300 - 350 م) هو رياضي يوناني. ذكره القفطي باسم «بنس».
قال ابن النديم في الفهرست أن له من الكتب: «تفسير كتاب بطلميوس في تسطيح الكرة» نقله ثابت إلى العربي وكتاب «تفسير المقالة العاشرة من أقليدس».

## روابط خارجية
- ببس الرومي على موقع الموسوعة البريطانية (الإنجليزية)